# Brenda
Brenda  è un nome proprio di persona inglese femminile.

## Origine e diffusione
Potrebbe essere nato come forma femminile del nome norreno Brandr (da cui anche Brant), che significa "spada", il quale venne importato in Gran Bretagna durante il Medioevo. Prima del XX secolo, Brenda era principalmente utilizzato in Irlanda e in Scozia; la sua popolarità in paesi di lingua gaelica è stata influenzata dalla sua somiglianza al nome Brendan, di cui viene occasionalmente usato come forma femminile, sebbene l'etimologia sia diversa.

## Onomastico
L'onomastico può essere festeggiato il 1º novembre, festa di Ognissanti, non essendovi sante con questo nome che è quindi adespota. Essendo il nome Brenda occasionalmente utilizzato come forma femminile di Brendan, l'onomastico può essere festeggiato anche il 16 maggio, in ricordo di san Brendano di Clonfert, oppure il 29 novembre, quando si ricorda san Brendano di Birr, abate.

## Persone

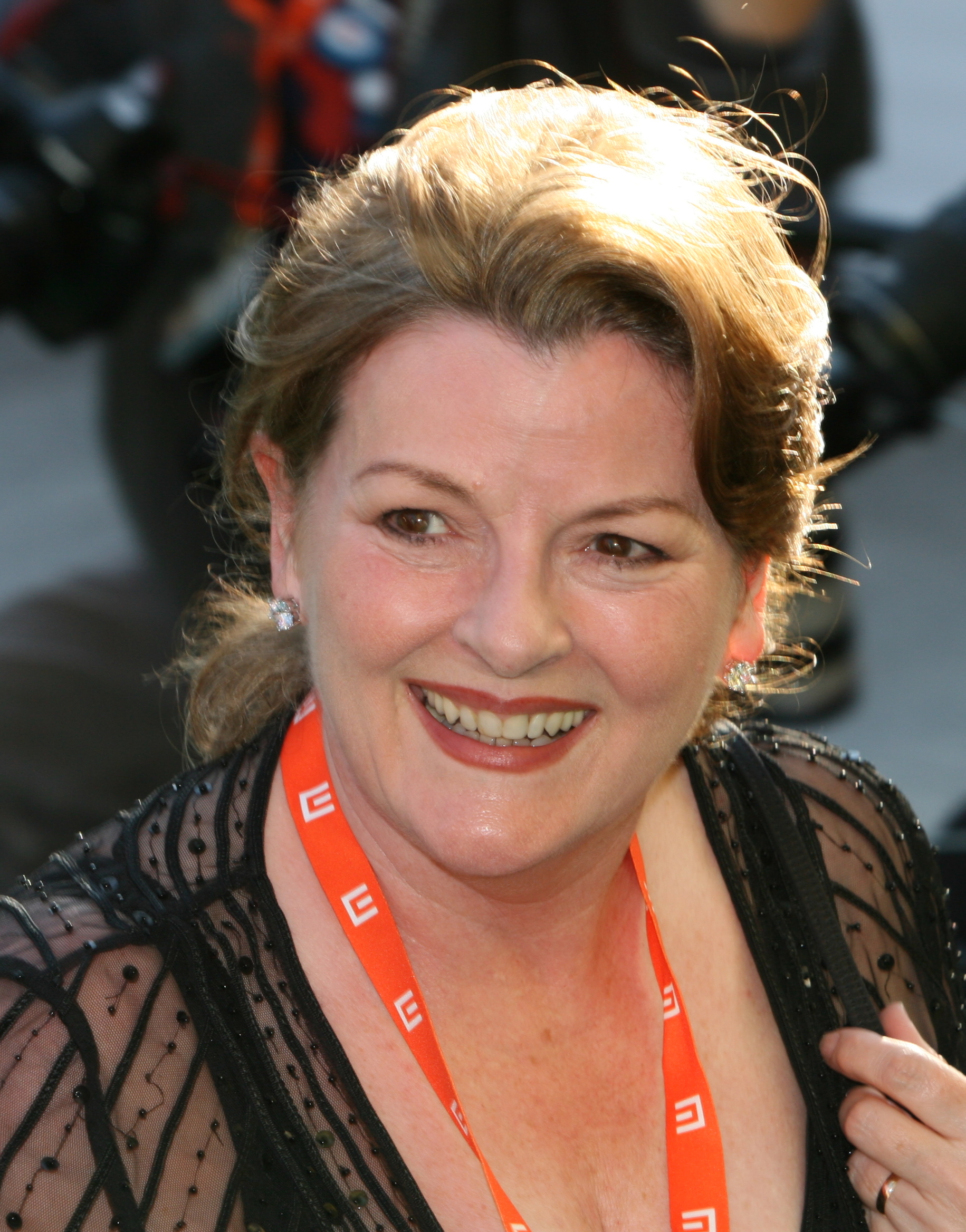
Brenda Blethyn

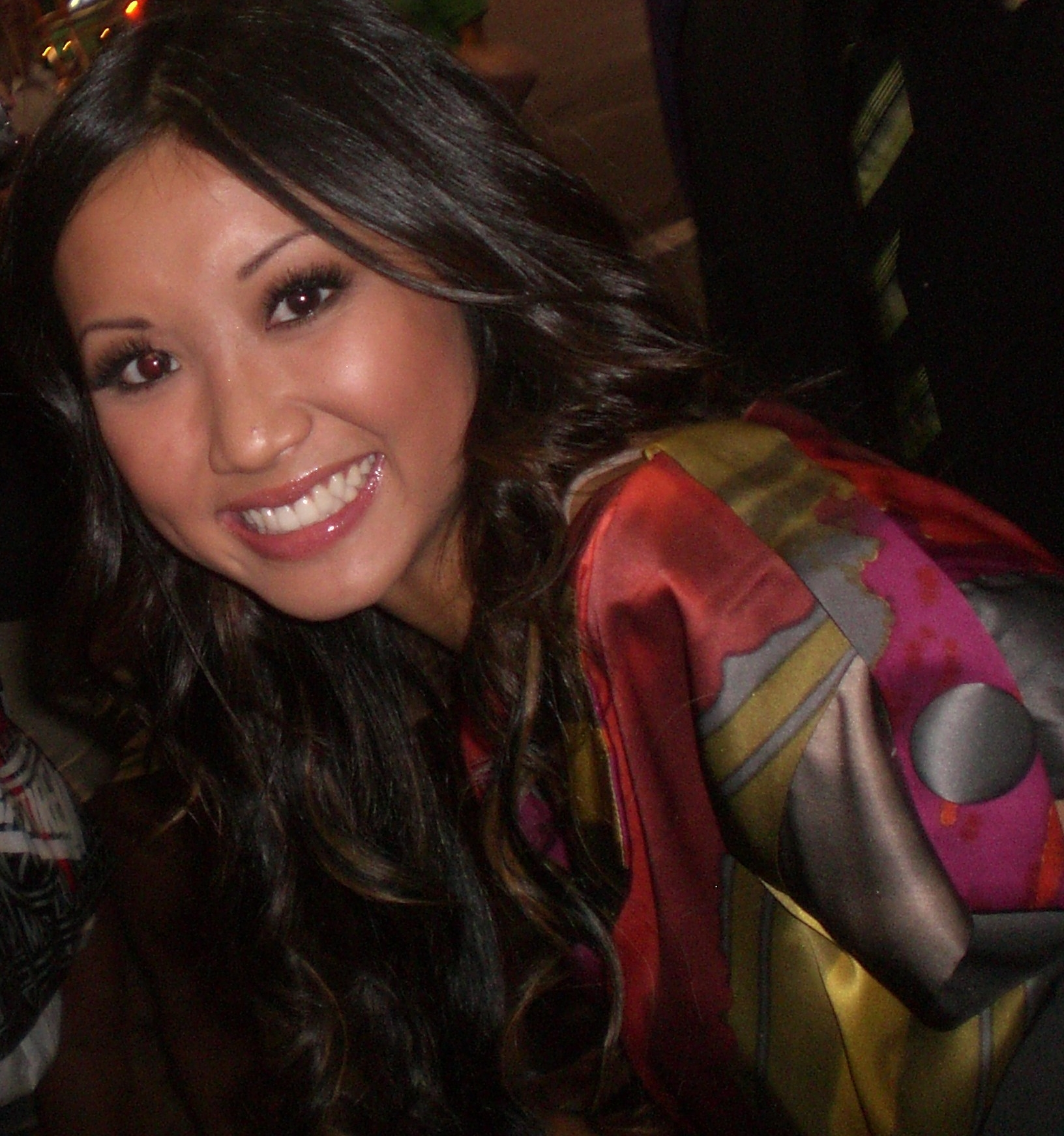
Brenda Song

- Brenda Asnicar, attrice e cantante argentina
- Brenda Blethyn, attrice britannica
- Brenda Castillo, pallavolista dominicana
- Brenda Chapman, regista statunitense
- Brenda Fassie, cantante sudafricana
- Brenda Fricker, attrice irlandese
- Brenda Gandini, attrice argentina
- Brenda Helser, nuotatrice statunitense
- Brenda Hillhouse, attrice statunitense
- Brenda Joyce, attrice statunitense
- Brenda Lee, cantante statunitense
- Brenda Lodigiani, attrice e imitatrice italiana
- Brenda E. Mathers, attrice statunitense
- Brenda Schultz, tennista olandese
- Brenda Song, attrice e cantante statunitense
- Brenda Spaziani, tuffatrice italiana
- Brenda Strong, attrice statunitense
- Brenda Vaccaro, attrice statunitense
- Brenda Villa, pallanuotista statunitense

## Il nome nelle arti
- Brenda Chenowith è un personaggio della serie televisiva Six Feet Under.
- Brenda Last è un personaggio del film del 1988 Il matrimonio di Lady Brenda, diretto da Charles Sturridge.
- Brenda Meeks è un personaggio della serie di film Scary Movie.
- Brenda Walsh è un personaggio della serie televisiva Beverly Hills 90210.
- Brenda's Got a Baby è una canzone di Tupac Shakur, contenuta nell'album 2Pacalypse Now.
- Brenda Clegg è un personaggio della Saop Opera "Capitol". La prima Saop Opera trasmessa in Italia dalla RAI, su RAI 2 dal 1983 al 1988.
- Brenda Leigh Johnson è un personaggio, interpretato dall'attrice Kyra Sedgwick, della serie televisiva The Closer, trasmessa dal 2005 al 2012.